# 안다만족

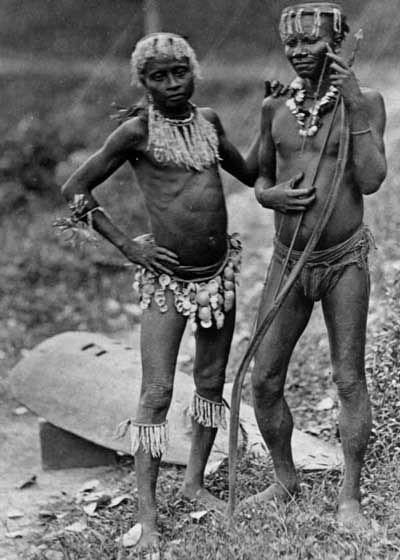
대안다만족의 두 남성 (1875년)

안다만족 또는 안다만인(Andamanese)은 벵골만에 위치한 안다만 제도의 여러 원주민 부족을 통칭하는 말이다. 안다만 제도는 현재 인도의 연방 직할령 안다만 니코바르 제도의 일부이며, 안다만인은 인도 헌법에 의해 지정 부족으로 분류되어 있다.
이들은 전통적으로 원시적인 수렵채집사회를 이루고 있었으며, 최소 수천 년 이상 외부와 거의 단절된 채 살아온 것으로 여겨진다. 검은 피부와 작은 체구 때문에 인류학계에서는 이들을 종종 네그리토의 일원으로 분류하기도 했다. 유전학적 증거에 따르면 이들은 최종 빙기이던 26,000년 전 무렵 이 지역에 유입된 인종으로 추정된다.
크게 대안다만어족의 언어를 사용하는 대안다만족, 그리고 옹게어족의 언어를 사용하는 자라와족 및 옹게족, 그리고 현재까지도 완전히 고립되어 살고 있어 상세를 알 수 없는 센티넬족으로 나뉜다. 이들 언어를 통틀어 안다만 제어라고도 한다. 안다만인에 속한 부족들은 인근의 인도나 동남아시아의 민족들과 매우 다른 언어·인종적 특성을 지니고 있으며, 인류유전학상 말레이 반도 내륙의 네그리토와 가까운 것으로 추정된다.
18세기 말 외부와 처음 접촉할 당시 약 7,000명의 안다만인이 있었다고 하나, 이후 외부에서 온 전염병의 유행과 토착 영토의 감소로 인구가 급감하였다. 장길족(Jangil)과 같이 완전히 절멸한 집단도 있으며, 오늘날에는 500명 남짓한 인구만이 남아 있다. 현재는 자라와족과 센티넬족만이 미접촉부족으로 남아있는데, 이들은 인도 정부가 지정한 특별보호구역 내에서 외부와 유의미한 교류가 거의 없는 채로 살아가고 있다.

## 같이 보기
- 안다만 제도
- 대안다만어족
- 옹게족
- 네그리토